# Manfred Schüler (Eisschnellläufer)
Manfred Schüler (* 30. März 1935; † 2001) war ein deutscher Eisschnellläufer.

## Werdegang
Schüler, der für den SC Einheit Berlin startete, nahm von 1955 bis 1978 an internationalen Wettbewerben teil und wurde im Jahr 1961 DDR-Meister im Mini-Mehrkampf. Bei der Mehrkampfweltmeisterschaft 1957 in Östersund belegte er den 30. Platz und bei der Mehrkampfeuropameisterschaft 1958 in Eskilstuna den 28. Rang im Großen Vierkampf. In der Saison 1959/60 siegte er bei internationalen Wettbewerben in Kiruna zweimal über 500 m sowie einmal in Davos über 1500 m und nahm dort bei der Mehrkampfweltmeisterschaft 1960 teil, wobei er nach drei von vier Läufen ausschied. Beim Saisonhöhepunkt, den Olympischen Winterspielen 1960 in Squaw Valley, lief er auf den 24. Platz über 500 m und auf den 18. Rang über 1500 m. Letztmals bei einer Mehrkampfweltmeisterschaft startete er im folgenden Jahr in Göteborg, wobei er den 22. Platz im Großen Vierkampf errang.

## Erfolge

### Olympische Winterspiele
- 1960 Squaw Valley: 18. Platz 1500 m, 24. Platz 500 m

### Mehrkampf-Weltmeisterschaften
- 1957 Östersund: 30. Platz Großer Vierkampf
- 1961 Göteborg: 22. Platz Großer Vierkampf

### Mehrkampf-Europameisterschaften
- 1958 Eskilstuna: 28. Platz Großer Vierkampf

## Persönliche Bestzeiten
| Disziplin | Zeit        | Datum           | Ort           |
| --------- | ----------- | --------------- | ------------- |
| 500 m     | 41,6 s      | 13. Januar 1973 | Davos         |
| 1000 m    | 1:26,0 min  | 14. Januar 1973 | Davos         |
| 1500 m    | 2:16,1 min  | 12. März 1960   | Kiruna        |
| 3000 m    | 4:55,0 min  | 12. März 1960   | Kiruna        |
| 5000 m    | 8:37,5 min  | 22. Januar 1961 | Jekaterinburg |
| 10.000 m  | 18:32,3 min | 24. Januar 1962 | Geising       |